# Wired
Wired és una revista mensual dels Estats Units d'Amèrica sobre noves tecnologies, amb una edició en paper i una versió en línia, així com una web amb el mateix nom.
La paraula anglesa wired es tradueix com cablejat, la qual cosa tenia gran sentit en l'any de fundació de la revista (1993), ja que les computadores depenien exclusivament de cables per a connectar-se entre els seus components com el monitor, el ratolí, el teclat, la impressora, etc. Irònicament ja va publicar un número especial, al que va titular Unwired (sense cables) que fa al·lusio a l'evolució en aquest sentit.
Per altra banda, des dels seus primers números la revista ha tingut especial cura a valorar el desenvolupament d'internet i ha realitzat un mapa mundial on explícitament valora els països connectats (wired) a la internet o desconnectats (unwired). Wired pretén reflectir la manera que la tecnologia afecta la cultura, l'educació, l'economia i la política del món.
Actualment hi ha versions de Wired al Regne Unit, a Alemanya, a Itàlia i al Japó. La revista és publicada per l'editorial americana Condé Nast Publications.